# Google Chrome Frame
Google Chrome Frame fue un complemento para Internet Explorer basado en el proyecto de código abierto Chromium, diseñado para sustituir el motor de renderizado del primero por el del segundo. Tuvo su primera versión estable en noviembre de 2010, el día de su primer aniversario.
El complemento funciona con Internet Explorer 6, 7, 8 y 9. Permite que sitios web programados adecuadamente sean mostrados de manera correcta bajo Internet Explorer usando las versiones de Google Chrome del motor de renderizado WebKit y V8. En una prueba realizada por Computer World, el código JavaScript se ejecutó 10 veces más rápido con el complemento.
El desarrollo de Google Chrome Frame fue necesario para el proyecto Google Wave, que necesita HTML5, para poder funcionar en Internet Explorer.
A partir del 25 de febrero de 2014 el proyecto Google Chrome Frame no tuvo más soporte y fue retirado.

## Implementación
Los desarrolladores web pueden permitir a sus sitios web utilizar el complemento colocando el siguiente código en sus páginas:
```
<
meta
 
http-equiv
=
"X-UA-Compatible"
 
content
=
"chrome=1"
 
/>

```

Esto hará que la página se cargue renderizada por Chrome Frame para los usuarios que lo tienen instalado, sin afectar a los usuarios que no lo hayan instalado.
En febrero de 2010, Google Chrome Frame fue actualizado para soportar también la implementación con cabeceras HTTP, conllevando varias ventajas, como un soporte simplificado en todo el sitio web y el soporte para el tipo MIME application/xhtml+xml aún en Internet Explorer, que normalmente no permite este tipo MIME en documentos XHTML.
Los complementos para Internet Explorer no funcionan en páginas renderizadas con WebKit. Hubo varias críticas acerca de Chrome Frame por parte de Mozilla y Microsoft porque Chrome Frame «puede desactivar características de Internet Explorer y confundir la comprensión de los usuarios sobre asuntos de seguridad web». Con Google Chrome Frame instalado, los usuarios pueden añadir el prefijo gcf: a las URL para cargarlas renderizadas con WebKit y V8 en lugar de con el motor Trident de Internet Explorer después de activar esta característica vía un valor del Registro. Una actualización también trajo la posibilidad de navegar en Internet Explorer usando WebKit/V8 sin el prefijo gcf:
| Clave de Registro                | Valor                       | Función                                                              |
| -------------------------------- | --------------------------- | -------------------------------------------------------------------- |
| HKCU\Software\Google\ChromeFrame | AllowUnsafeURLs=1 (DWORD)   | Al añadir el prefijo gcf: al inicio de la URL permite usar WebKit/v8 |
| HKCU\Software\Google\ChromeFrame | IsDefaultRenderer=1 (DWORD) | Hace de WebKit/v8 la técnica de renderizado predeterminada           |

Google Chrome Frame se comunica con los servidores de Google; reporta la instalación a Google, descarga actualizaciones de Chrome Frame y la lista de navegación segura de Google, y a preferencia del usuario puede enviar informes de error y estadísticas de uso.